# Zuruahã
Die Zuruahã, auch Zuruaha, Suruahà, Suruaha, Suruwaha, Índios do Coxodoá, sind ein indigenes Volk aus dem Amazonasgebiet in Brasilien, das besondere Bekanntheit durch den bei ihnen weit verbreiteten Hang zum Suizid erlangte. Die Zuruahã-Indianer sind im Süden des brasilianischen Bundesstaates Amazonas auf der Hochebenen zwischen den Flüsschen Riozinho und Coxodoá, rechtsseitige Nebenflüsse des Rio Cuniuá in der für sie eingerichteten „Área Indígena“ ansässig und sprechen eine der Arawá-Familie zugehörige Sprache.

## Merkmale
1995 wurden 143 Angehörige des Stammes gezählt. Als Besonderheit dieses Volkes gilt, dass – abgesehen von Todesfällen durch Krankheiten, Unfälle oder Kriegsverletzungen – alle Personen früher oder später den Freitod mittels Gifteinnahme suchen. Dazu verwenden sie das aus zerklopften Timbó-Wurzeln gewonnene Lianen-Gift Cunahá (Konahá), weshalb dieser Gang in das Totenreich von den Zuruahã auch Cunahá bahi genannt wird. In der Mythologie der Zuruahã ist die Lebensspanne des Menschen auf Erden nur eine mit Mühsal beladene Durchgangsstation in einer sehr unvollkommenen Welt, welche nach dem Tod von einer paradiesähnlichen überirdischen Welt abgelöst wird. Die zerklopften Timbó-Wurzeln wurden ursprünglich nur für den Fischfang eingesetzt, indem sie in aus Blattfasern geflochtene Körbe gelegt und mit diesen durch die Flüsse oder Bäche gezogen werden. Dabei verteilt sich das Gift im Wasser, betäubt die Fische, welche anschließend leicht gefangen oder eingesammelt werden können.
Nahezu als Alltagsdroge für Jung und Alt ist das Cumadi-Schnupfen bei den Zuruahã verbreitet. Ein aus Rindenasche und zerriebenem Tabak zubereitetes halluzinogenes Pulver wird dabei mittels eines hohlen Geierknochens geschnupft, um in die Welt der Geister einzutauchen. Eine Ursache für diese verbreiteten Angewohnheiten ist wohl in der Ermordung der Häuptlinge und Schamanen während des Vormarsches der Brasilianer vor etwa 100 Jahren zu sehen. Diese Morde zerstörten das soziale Gefüge der Clans und sorgten dafür, dass die berauschende Droge Cumadi von diesem Zeitpunkt an nicht mehr nur aus rituellen Gründen von den Schamanen eingesetzt wurde, sondern von allen Stammesmitgliedern, vom Kleinkind bis zum Greis, konsumiert wurde. Auch der heute verbreitete Suizid mittels Cunahá dürfte in den damaligen für die Zuruahã traumatischen Ereignissen seine Ursache haben.
Die traditionelle Lebensweise der Zuruahã sowie auch anderer Stämme ist durch Missionare, Goldsucher und vor allem durch die Holzindustrie bedroht.

## Erforschung
Bei Expeditionen fanden Forscher im Gegensatz zu anderen Stämmen bei diesem Volk keine älteren Menschen im Greisenalter, dafür jedoch deutlich mehr Waisenkinder, die nach Angaben der Dorfbewohner ihre Eltern in der Regel durch Suizid verloren hatten.
Der ethnographische Filmemacher Gernot Schley hat 2005 eine Dokumentation über Zuruahã gedreht, die auch im deutschen Fernsehen ausgestrahlt wurde.
Der deutsche Zahnarzt und Ethnomediziner Roland Garve und der brasilianische Psychologe Mario de Silva haben die Zuruahã besucht, um den mysteriösen Selbstmorden nachzugehen. Dieser Besuch ist in dem Film Cunahá – Tod im Regenwald dokumentiert, der 2001 veröffentlicht wurde.